# Грегори, Фрэнсис
Фрэ́нсис То́мас «Фрэнк» Гре́гори (англ. Francis Thomas "Frank" Gregory; 1821—1888) —  австралийский топограф, путешественник, исследователь, политик, государственный деятель.

## Биография
Фрэнсис Грегори родился 19 октября 1821 года в Фарнсфилде, графство Ноттингемшир, Англия. Его семья, включая старшего брата Огастеса, в 1829 году эмигрировала в Западную Австралию. Получив базовое образование, Фрэнсис в 1841-м поступил на государственную службу в Западной Австралии в качестве младшего топографа.
В 1846 году он сопровождал своего старшего брата Огастеса и исследователя Генри Чёрчмена во время изучения местности к северу от Перта. В следующем году Фрэнсис Грегори был назначен помощником государственного инспектора, а два года спустя, в 1849-м, он стал штатным инспектором.
В 1857 году Грегори возглавил экспедиции к верховьям реки Мерчисон, а в 1858-м — в местности, расположенные от неё к востоку и северу.
В следующем году Грегори посетил Англию, чтобы лоббировать британское правительство для финансирования исследований Северо-Западной Австралии. Грегори считал, что регион можно приспособить под выпас скота и (или) плантации сельского хозяйства, используя наёмный труд работников из Азии.
В 1860 году правительство Западной Австралии поручило Грегори руководить намеченной экспедицией для изучения внутренних районов материка, расположенных южнее залива Никол. Юго-западная часть этого региона позже стала известна под названием Пилбара. Британское правительство выделило 2000 фунтов стерлингов на покрытие расходов. Экспедиция покинула Фримантл 23 апреля 1861 года. Четыре дня спустя на западном побережье, в Чемпион-Бей (позже известном как Джералдтон), к Грегори присоединились три добровольца, которые организовали группу из девяти человек. 24 мая они завершили высадку лошадей у реки Хардинг, после чего на следующий день отправились вглубь материка.
Достигнув реки Фортескью, экспедиция следовала за ней в течение нескольких дней, затем повернула на юго-запад и последовала вдоль реки Харди. 25 июня, достигнув 23° 56' южной широты, они попытались проследить свой путь и 19 июля достигли места высадки на побережье. 29 июля они приступили ко второму этапу путешествия — на север и восток от предыдущего маршрута.
Грегори вернулся со своей группой 17 октября, а 9 ноября 1861 года экспедиция возвратилась в Перт. Фрэнсис сообщил, что в ходе исследования он обнаружил от двух до трёх миллионов акров (или около одного миллиона га) земли, пригодной для выпаса скота. Он также обратил внимание на возможность создания индустрии по добыче жемчуга. По итогам этой экспедиции Грегори в 1863 году был награжден Золотой медалью Королевского географического общества.
В 1862 году Фрэнсис переехал в Квинсленд, где его брат Огастес уже был известен как исследователь и чиновник. Фрэнсис Грегори был назначен комиссаром королевских земель. В 1865 году он женился на Марион Хьюм, сестре своего друга-геодезиста и протеже Уолтера С. Хьюма. С 1874-го он служил членом Законодательного совета Квинсленда. В течение короткого периода в 1883 году он занимал должность назначенного генерального почтмейстера Квинсленда.
Фрэнсис Грегори умер в Тувумбе 23 октября 1888 года, в возрасте 67 лет. Похоронен на кладбище Дрейтона и Тувумбы (Drayton and Toowoomba Cemetery).

## Наследие
Исследовательские журналы и записи Огастеса и Фрэнсиса Грегори были опубликованы в 1884 году правительством Квинсленда под названием Journals of Australian Explorations («Журналы австралийских исследований»).
Дом Фрэнсиса Харлакстон-хаус (Harlaxton House), расположенный в Тувумбе, занесён в Реестр наследия Квинсленда.
Акация Грегори (Acacia gregorii), собранная в Пилбаре во время экспедиции 1861 года, была названа в честь Фрэнсиса Грегори.